# Suvi Minkkinenová
Suvi Minkkinenová (* 8. prosince 1994 Joutsa) je finská biatlonistka.
Biatlonu se věnuje od roku 2007. Ve světovém poháru debutovala v listopadu 2017 v Östersundu, kde ve vytrvalostním závodě dojela na 78. místě.
Ve své dosavadní kariéře nezvítězila ve světovém poháru v žádném individuálním závodě. Jednou triumfovala v kolektivních závodech, když ovládla smíšený závod dvojic v Oberhofu v lednu 2025. Jejím nejlepším individuálním výsledkem jsou třetí místa ze sprintů z Kontiolahti a Osla ze sezóny 2024/2025.

## Výsledky

### Olympijské hry a mistrovství světa
| Sezóna  | Akce | Místo                | SP  | SZ  | HZ  | IZ  | ŠT  | SŠT | SZD | Věk    |
| ------- | ---- | -------------------- | --- | --- | --- | --- | --- | --- | --- | ------ |
| 2017/18 | ZOH  | Pchjongčchang        | –   | –   | –   | 69. | –   | –   | ×   | 22 let |
| 2018/19 | MS   | Östersund            | 73. | –   | –   | 56. | 22. | –   | –   | 24 let |
| 2019/20 | MS   | Anterselva           | 80. | –   | –   | 39. | 11. | –   | –   | 25 let |
| 2020/21 | MS   | Pokljuka             | 85. | –   | –   | 57. | 14. | 13. | –   | 26 let |
| 2021/22 | ZOH  | Peking               | 51. | 43. | –   | DNS | 16. | 11. | ×   | 27 let |
| 2022/23 | MS   | Oberhof              | 35. | 24. | 25. | 8.  | 13. | 11. | 10. | 28 let |
| 2023/24 | MS   | Nové Město na Moravě | 47. | 29. | –   | 23. | 17. | 20. | 12. | 29 let |
| 2024/25 | MS   | Lenzerheide          | 3.  | 6.  | 8.  | 4.  | 15. | 9.  | 10. | 30 let |

Poznámka: Výsledky z olympijských her se do hodnocení světového poháru nezapočítávají, výsledky z mistrovství světa se dříve započítávaly, od mistrovství světa v roce 2023 se nezapočítávají.

## Vítězství v závodech světového poháru, na mistrovství světa a olympijských hrách

### Kolektivní
| Č. | sezóna    | datum          | místo            | disciplína           |
| -- | --------- | -------------- | ---------------- | -------------------- |
| 1. | 2024/2025 | 12. ledna 2025 | Oberhof, Německo | smíšený závod dvojic |